# Scotophaeus hierro
Scotophaeus hierro är en spindelart som beskrevs av Schmidt 1977. Scotophaeus hierro ingår i släktet Scotophaeus och familjen plattbuksspindlar.
Artens utbredningsområde är Kanarieöarna. Inga underarter finns listade i Catalogue of Life.